# Южный калапуянский язык
Южный калапуянский язык (Southern Kalapuya, Yoncalla, Yonkalla) — мёртвый калапуянский язык, на котором раньше говорил народ калапуйя, который проживает в долине реки Умпква на юго-западе штата Орегон в США. В настоящее время калапуйя перешли на английский язык. Южный калапуянский язык тесно связан с северным и центральным калапуянскими языками, которые были распространены к северу в долине Уилламетт.